# Anders Szepessy
Anders Szepessy, född 1960, är en svensk matematiker.
Szepessy disputerade 1989 vid Chalmers tekniska högskola, och har senare blivit professor i matematik och numerisk analys vid Kungliga Tekniska högskolan.
Hans forskningsområde är tillämpad matematik, framför allt partiella differentialekvationer.
Szepessy invaldes 2007 som ledamot av Kungliga Vetenskapsakademien.